# مایکو نگوین
کی کالان (به انگلیسی: Mayko Nguyen) (زاده ۱۹ آوریل ۱۹۸۰) بازیگر کانادایی است.
از کارهای معروف او می‌توان به بازی در مجموعه تلویزیونی هادسون و رکس اشاره کرد.